# Museu d'Història i Arqueologia de Constanța
El Museu d'Història i Arqueologia de Constanța (en romanès: Muzeul de Istorie Națională și Arheologie) és un museu situat a 12 Piața Ovidiu a Constanța, Romania.

## Història
Al 1878, any en què l'Antic Regne romanès va adquirir la Dobruja del Nord, el seu primer prefecte, Remus Opreanu, va proposar la creació d'un museu d'arqueologia. Això es va fer aviat, al despatx d'Opreanu. Després de cremar l'edifici de la prefectura el 1882, les peces supervivents es van allotjar al pavelló del jardí públic. El 1911, la col·lecció que es conservava estava emmagatzemada en un institut local. Aquell any, Vasile Pârvan, cap del Museu Nacional d'Antiguitats, va escriure un informe demanant un museu permanent a Constanța; aquesta es considera la seva carta fundacional. A partir del 1912, el museu estava situat en un quiosc del parc de la ciutat. Es va traslladar a una ala de l'ajuntament el 1928, obrint-se dos anys després.
A la dècada de 1930, el museu s'estava abarrotant; donacions, adquisicions i excavacions van anar ampliant constantment la col·lecció. El 1937, la secció d'arqueologia contenia 272 articles. El 1957, el museu es va reorganitzar sota la direcció de Vasile Canarache i es va traslladar a un nou edifici, ara el Palau Arquebisbal. Incloïa espai d'exposició, un laboratori de restauració, una biblioteca especialitzada i equipament modern. Finalment, aquest espai també va esdevenir insuficient, ja que la secció d'història es va aturar amb l'edat mitjana. El 1977, el museu es va traslladar a tot l'edifici de l'ajuntament.

## Col·lecció
La planta baixa del museu presenta dues sales de troballes arqueològiques. El pis del mig descriu la història antiga i medieval de Dobruja. El pis més alt està dedicat a la història moderna, així com a exposicions temàtiques. La col·lecció arqueològica inclou 24 escultures (estàtues i baixos relleus robats el 1962 mentre s'excavaven els fonaments d'un edifici d'apartaments. Aquell mateix estiu, 300.000 visitants van veure el nou descobriment, que ha continuat sent una qüestió d'interès científic. La peça central és un glicó que data del segle ii. Les escultures de Tyche, la divinitat protectora de Tomis (antiga Constanța), i del Pont, déu del Mar Negre, daten del mateix període. Un bust d'Isis i un relleu que mostra un cavaller traci són del segle iii.

Altres articles inclouen un fermall de bronze del segle XVIII trobat a Vadu el 1989; un collaret d'or i vidre del segle II o III de Mangalia (Callatis), trobat el 1985; un medalló d'or i pedra de l'excavació del 1962; una arracada d'or del segle iii o IV amb penjoll de cabra de Vama Veche ; un anell d'or del segle II amb inserció de gema de Tomis; i una creu d'or del segle IV al VI amb inserció de gemmes trobada a Mangalia el 1983. Finalment, hi ha una tomba d'estil hipogeu del segle IV descoberta a Constanța el 1988. Es destaca pel valor artístic de l'interior pintat, amb elements tant de la antiga religió grega com del cristianisme.

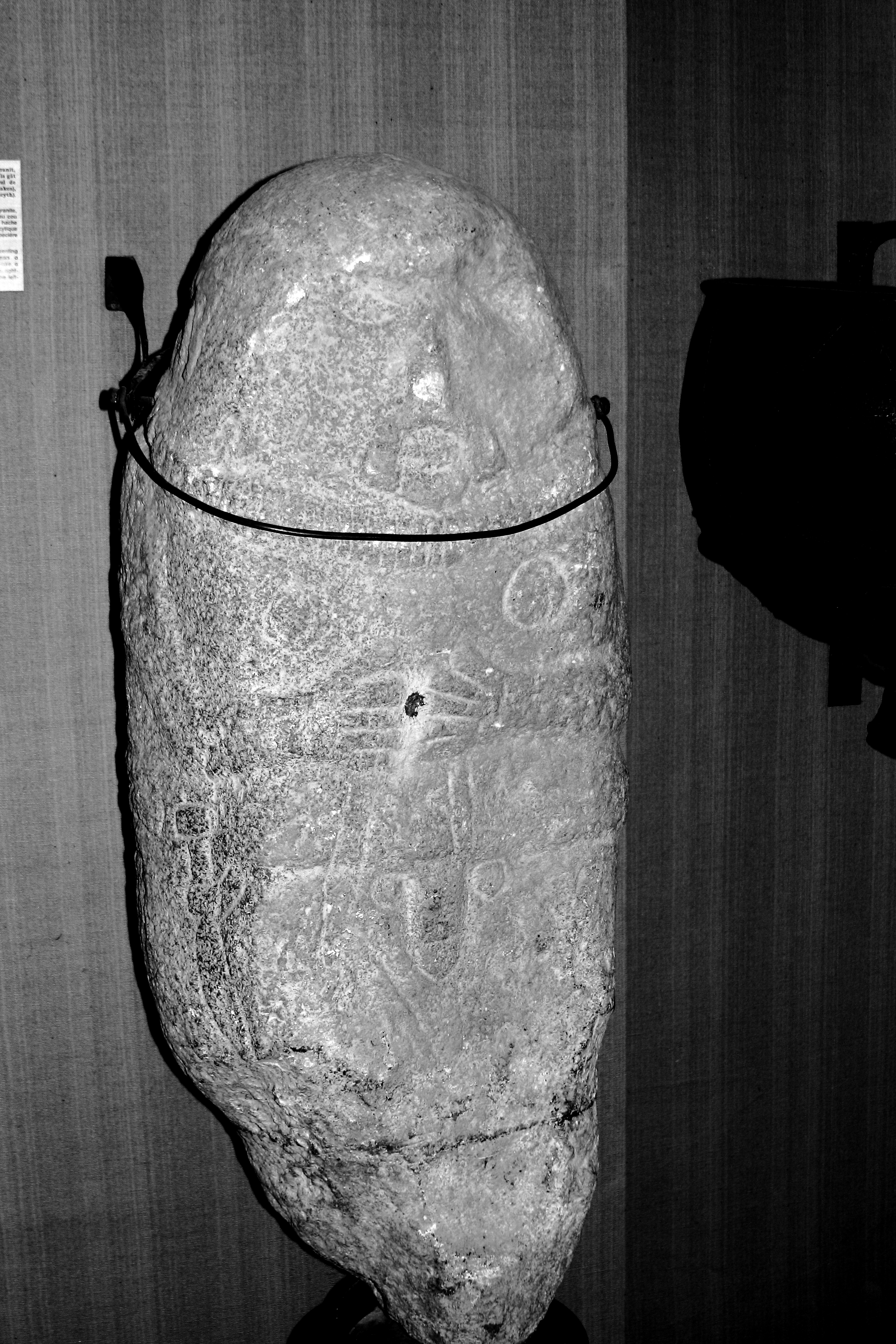
Estàtua escita, primera edat del ferro, pedra; de Sibioara (comtat de Constanța, Romania)
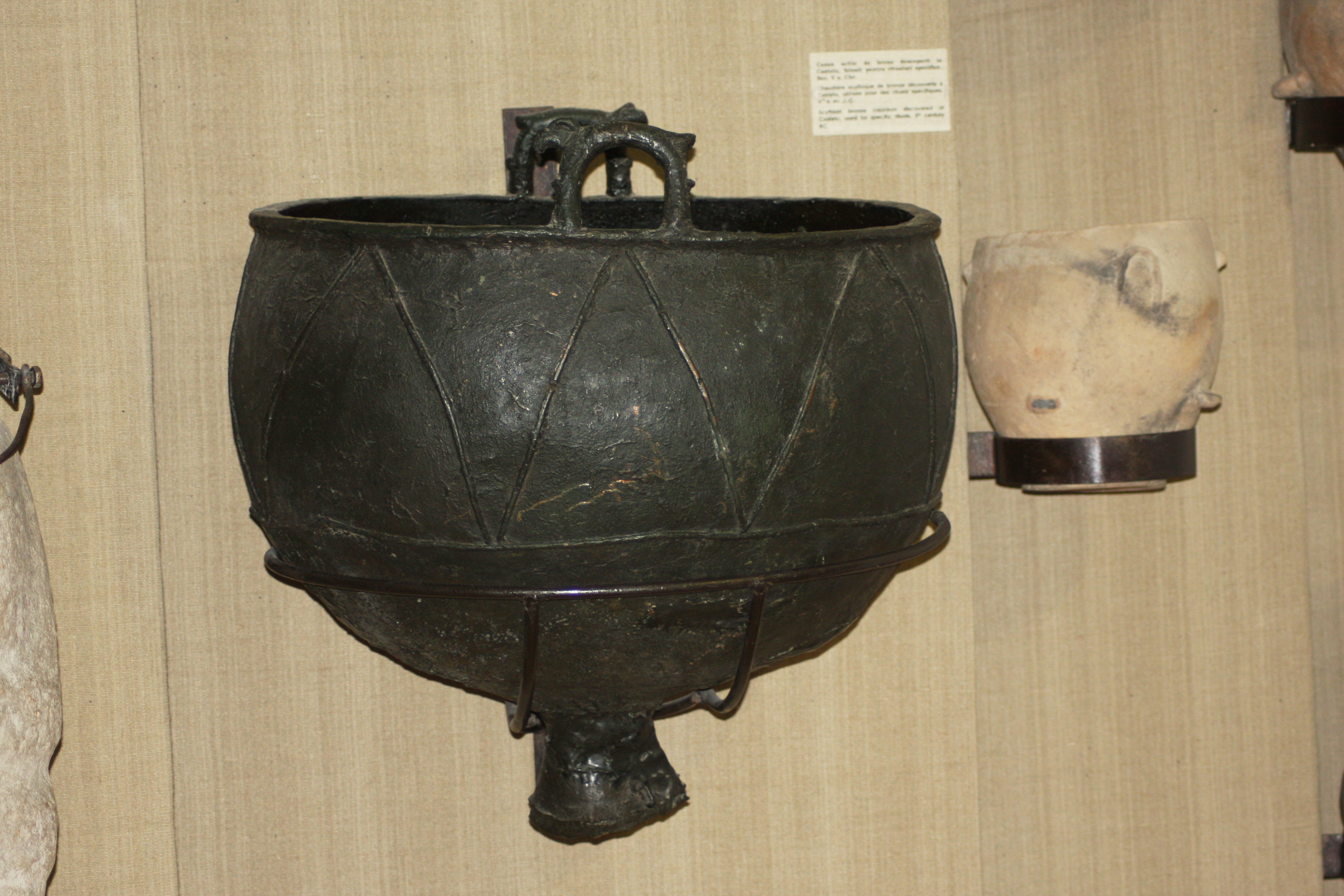
Bol escita, segles V-IV aC, bronze; de Castelu (prop de Medgidia, comtat de Constanța)
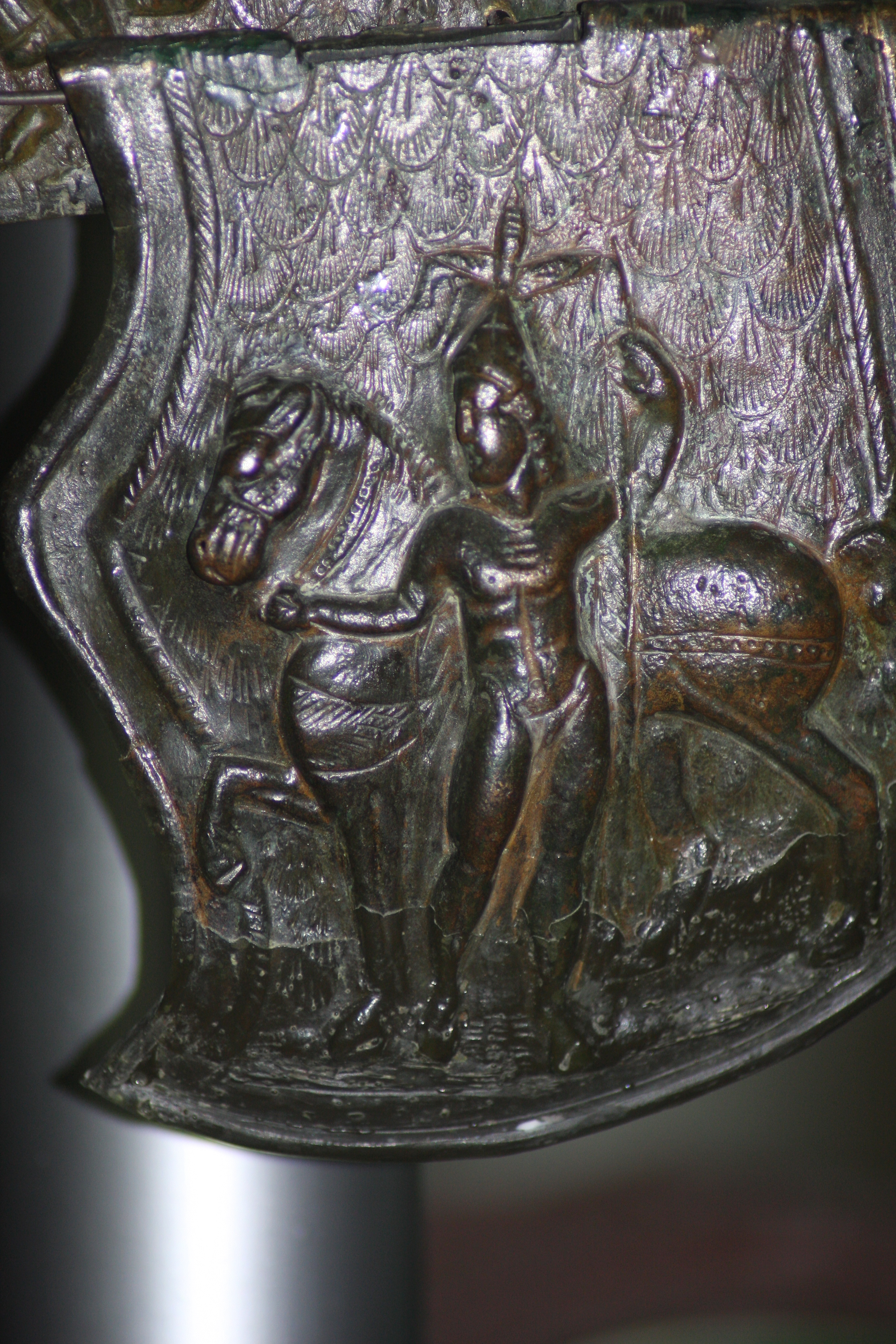
Fragment de casquet de casc de desfilada, segle I dC, bronze; d'Ostrov
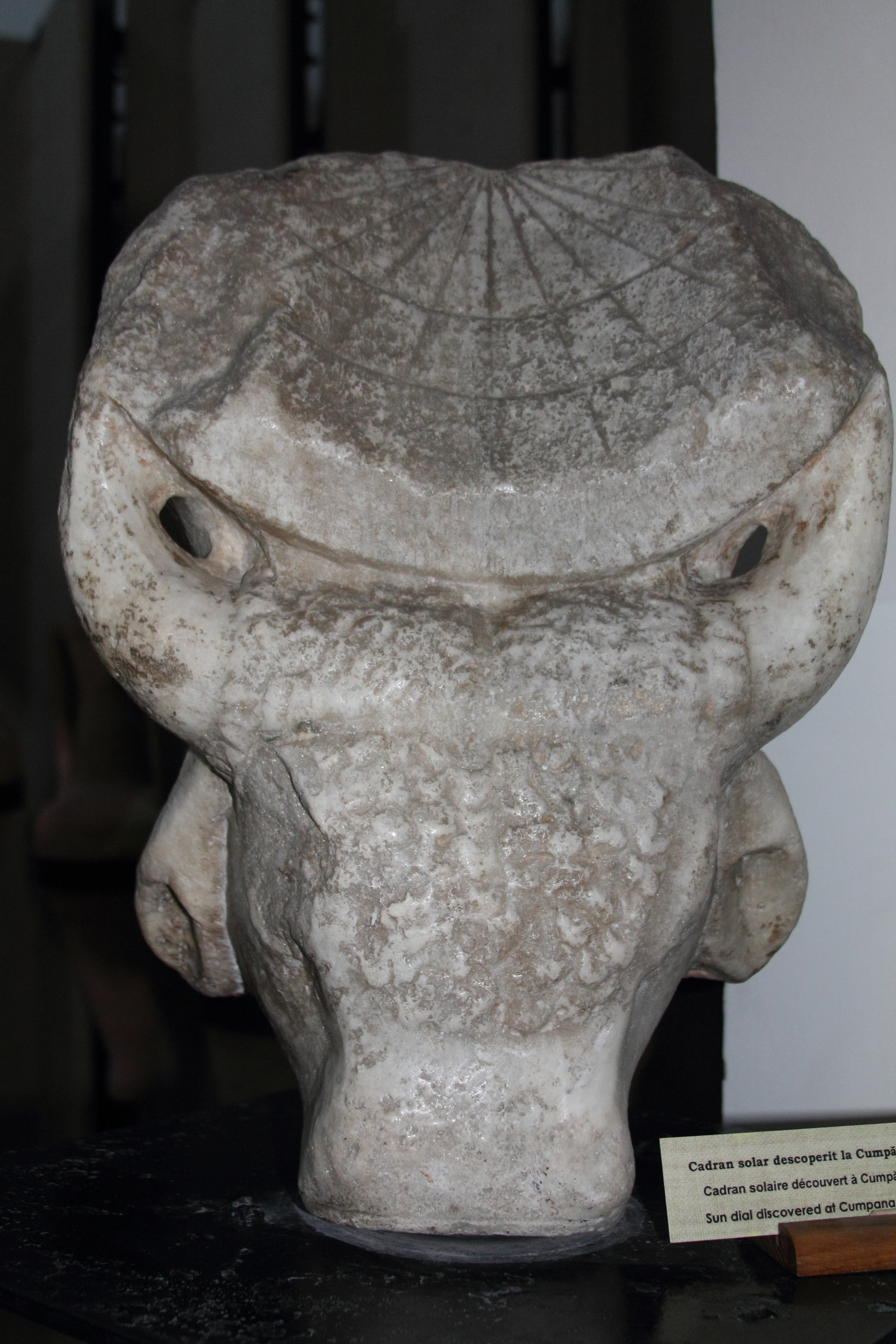
Rellotge de sol romà, segle I-II, marbre; de Cumpăna (comtat de Constanța)
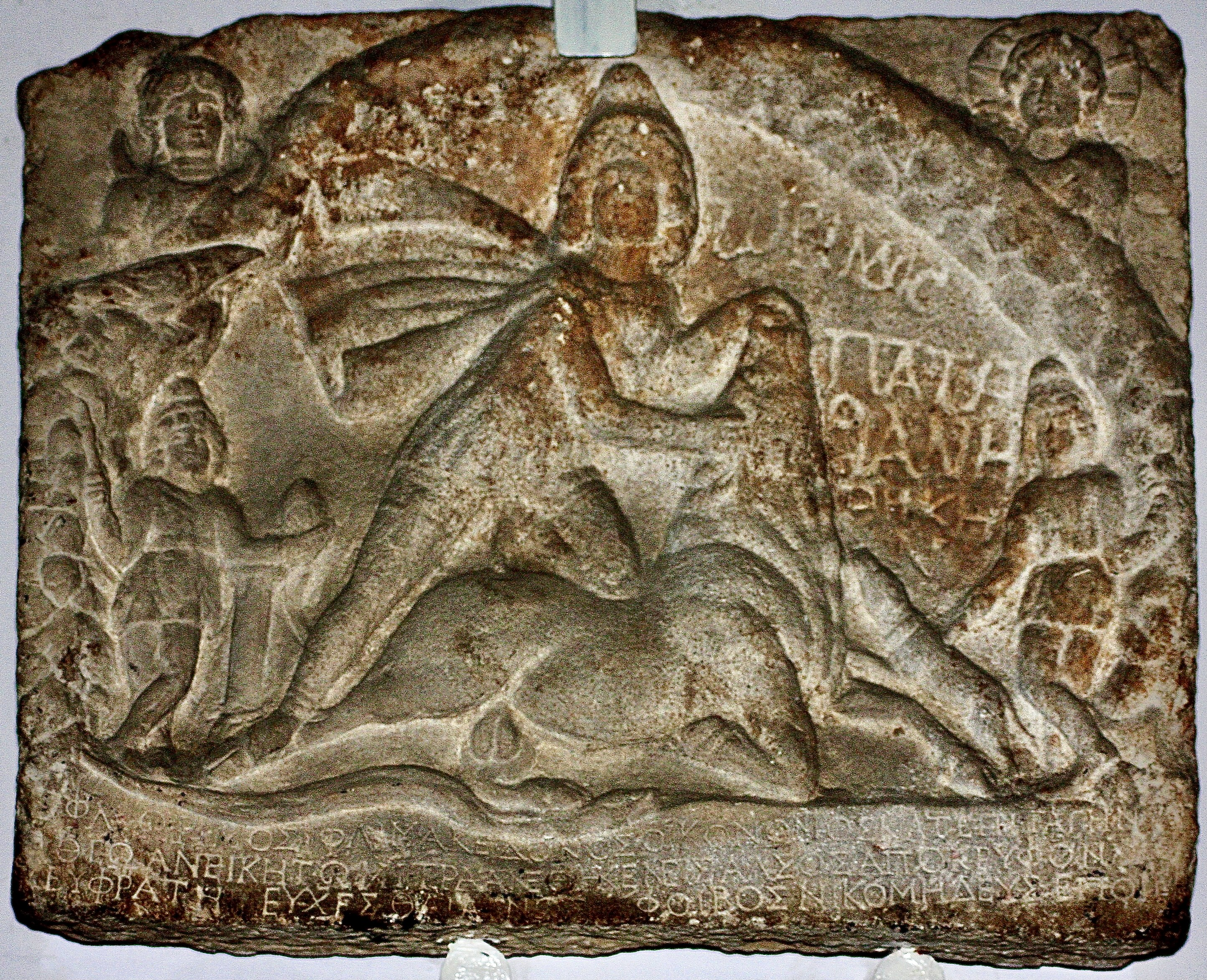
Baix relleu mitraic, segle I-II; de la cova Adam (Gura Dobrogei, comtat de Constanța)
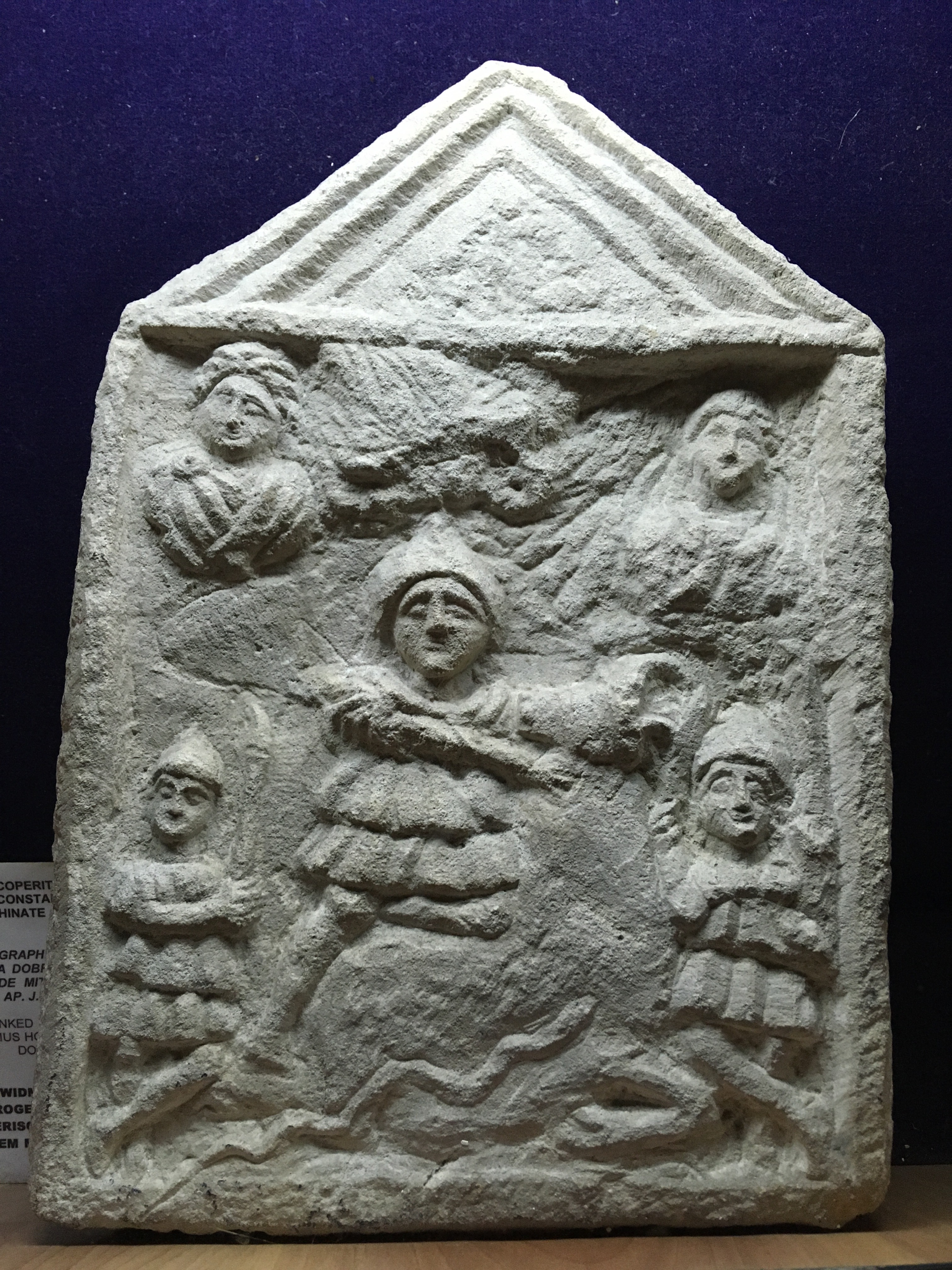
Baix relleu mitraic, segle I-II; de la cova d'Adam
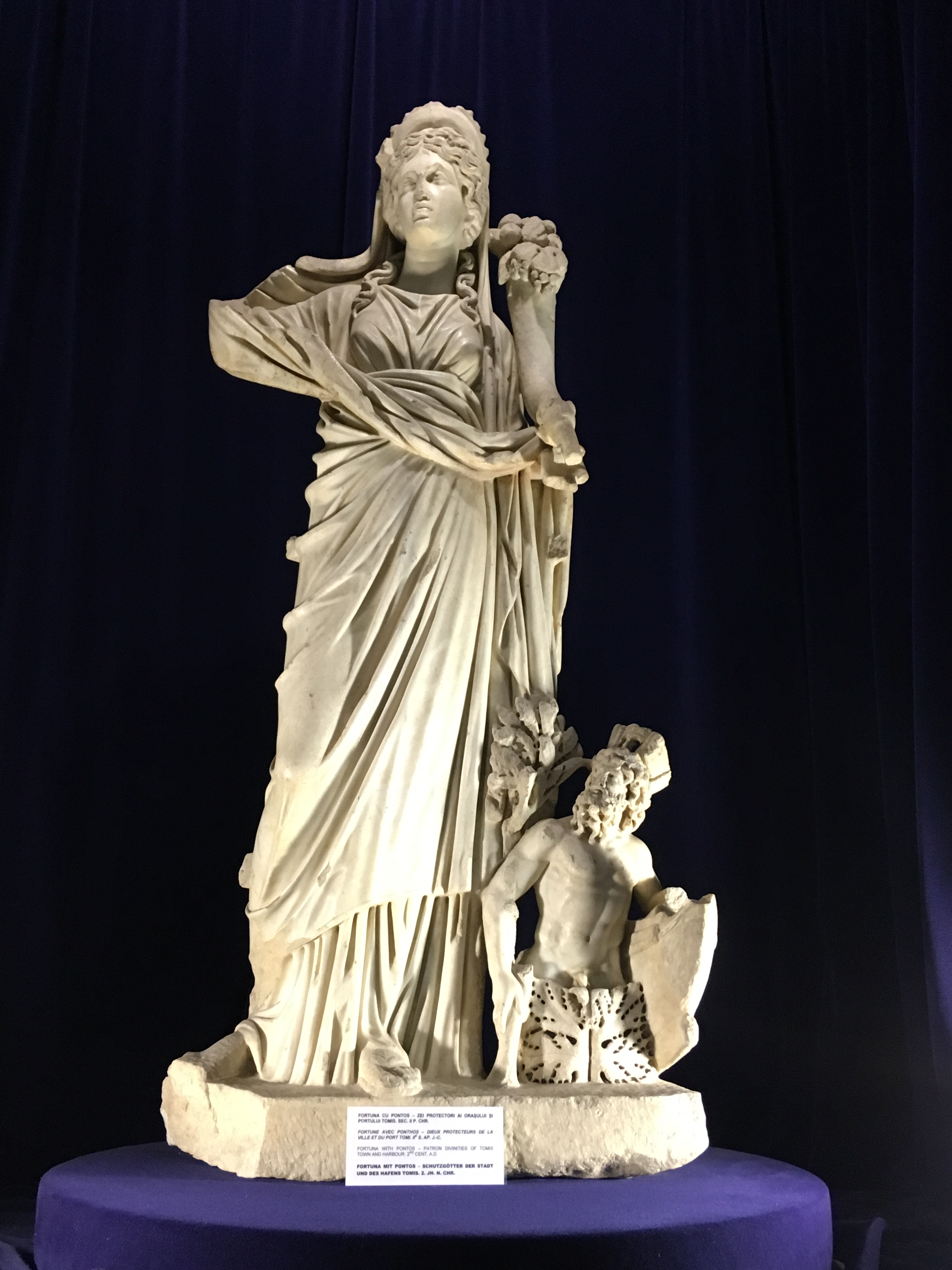
Fortuna amb el Pont, segle II, marbre; alçada: 1,55 m
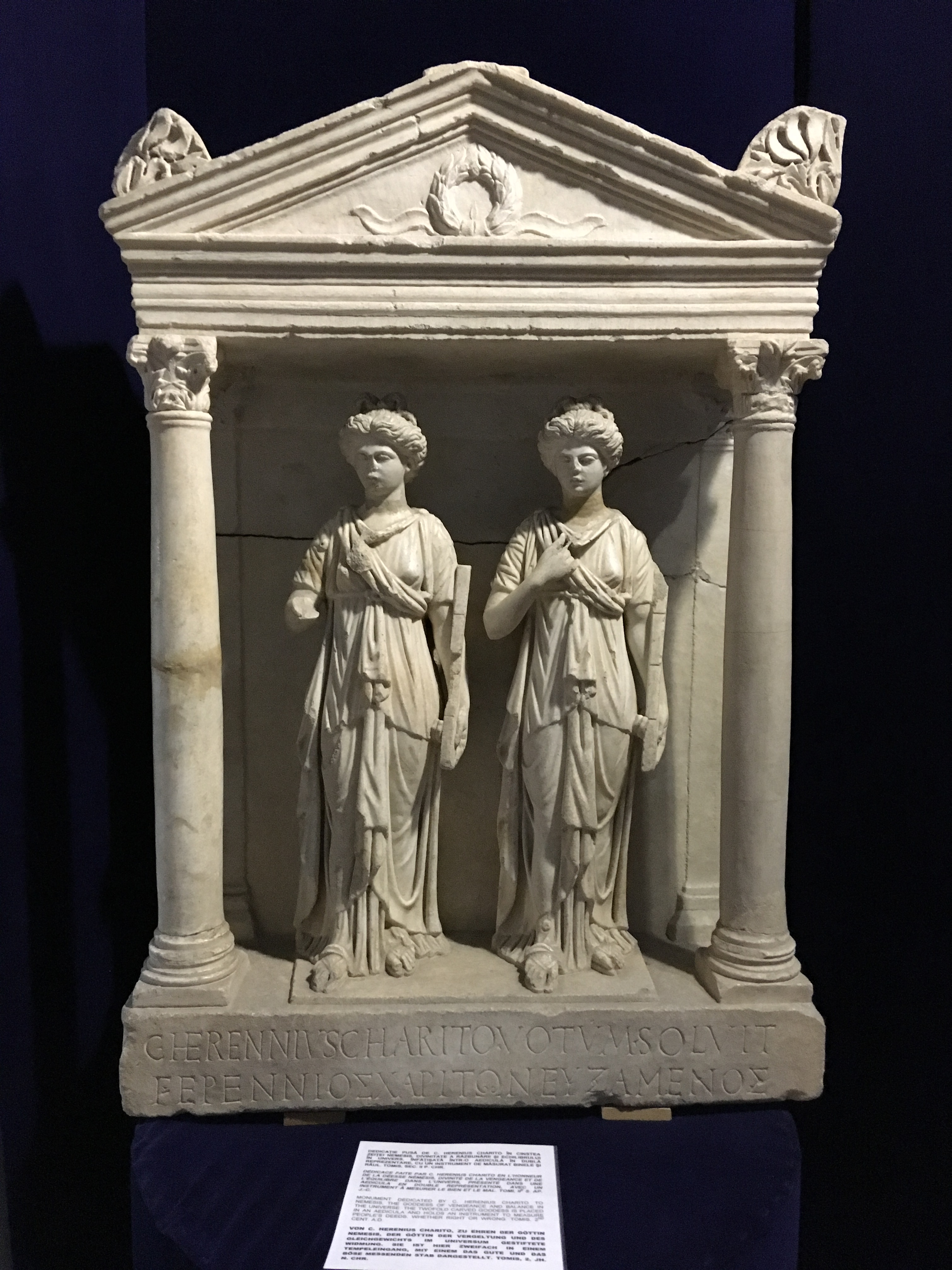
Èdula amb dues estàtues femenines a l'interior, que representen la deessa grega antiga  Nemesis, de marbre; alçada: 1,05 m, amplada: 0,5 m, gruix: 0,285 m
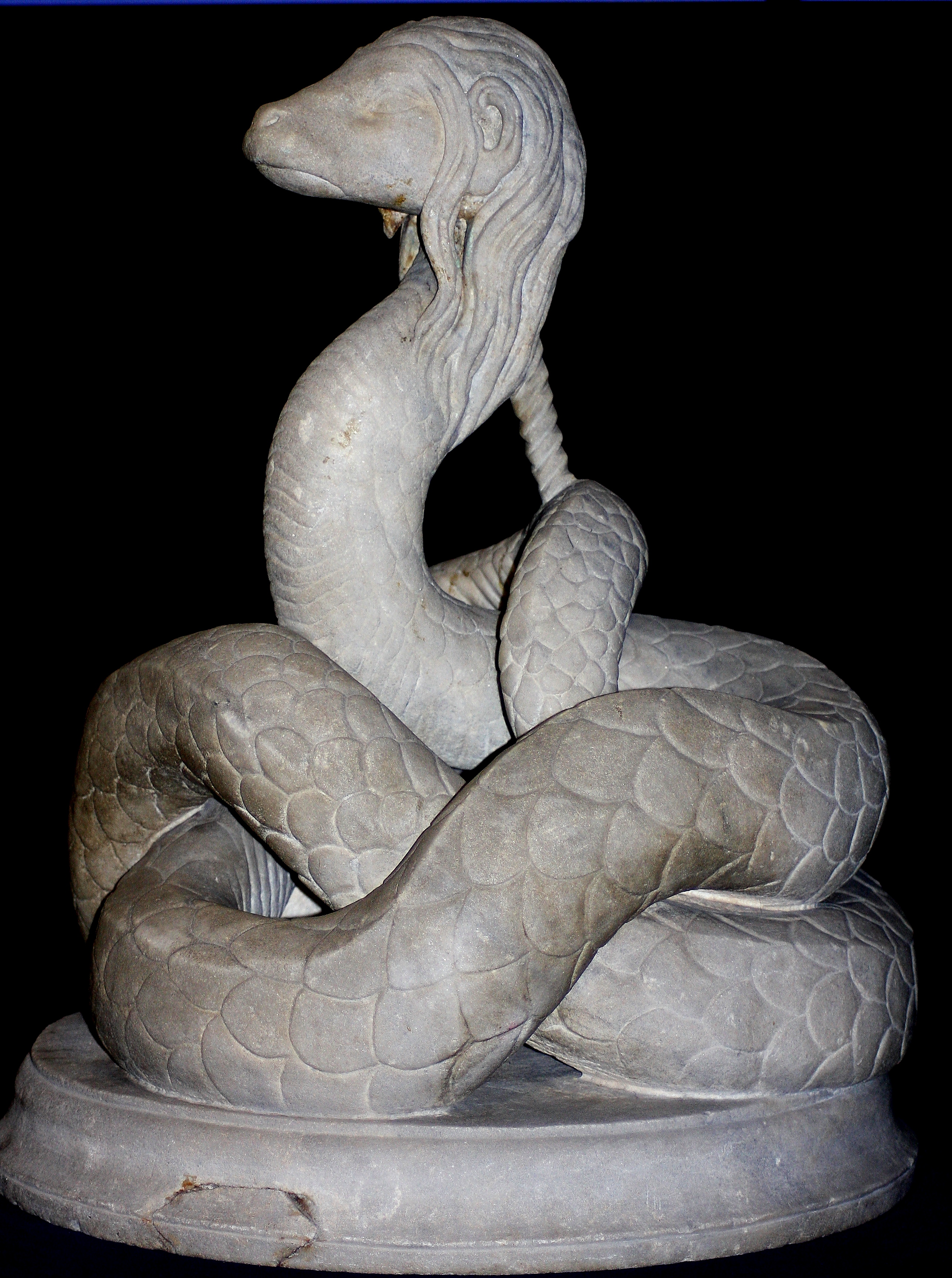
Estàtua de Glicó, finals del segle II, de marbre; alçada: 0,66 m
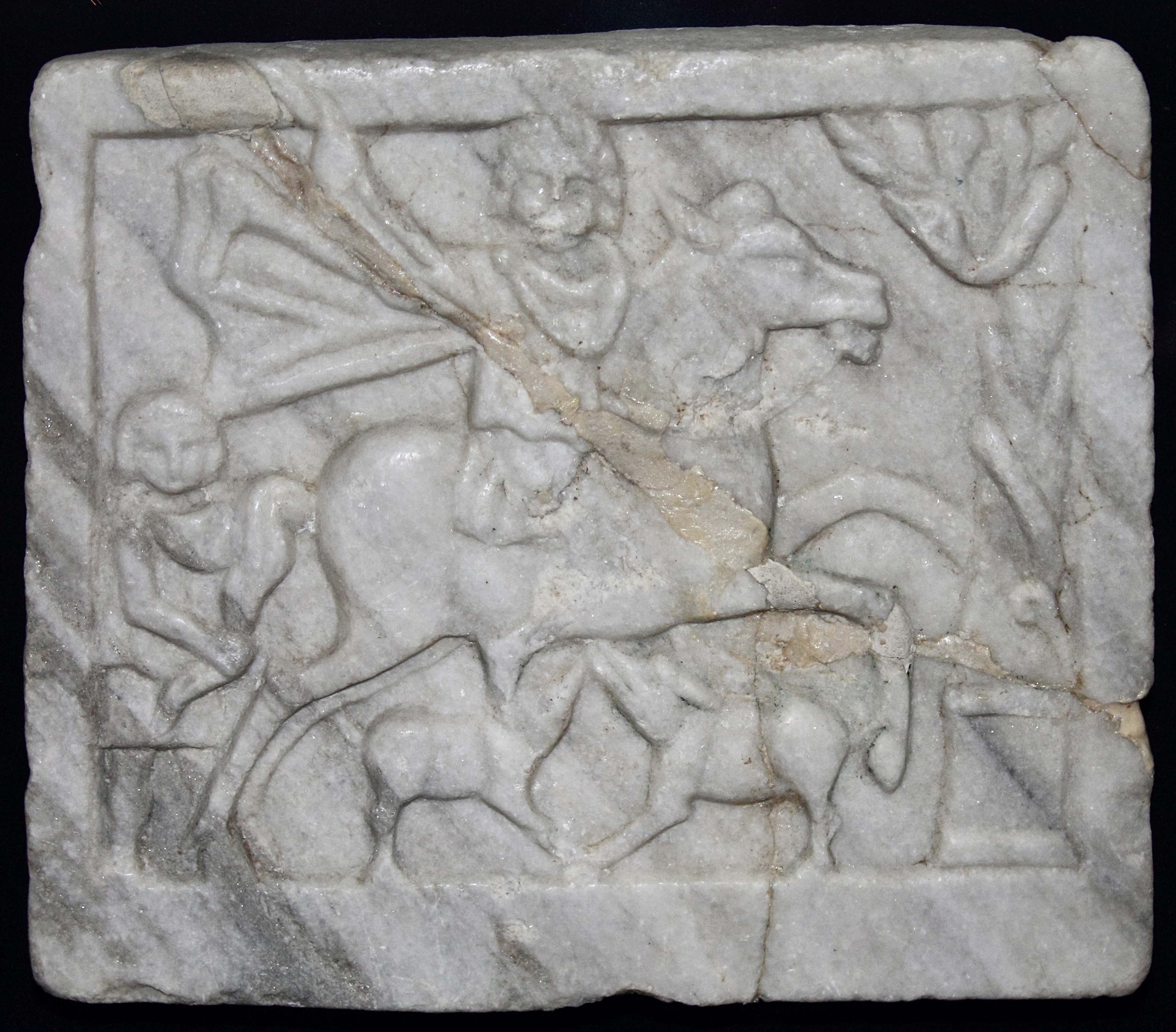
Baix relleu d’un cavaller traci segle III de marbre; alçada: 0,22 m, amplada: 0,225 m, gruix: 0,032 m
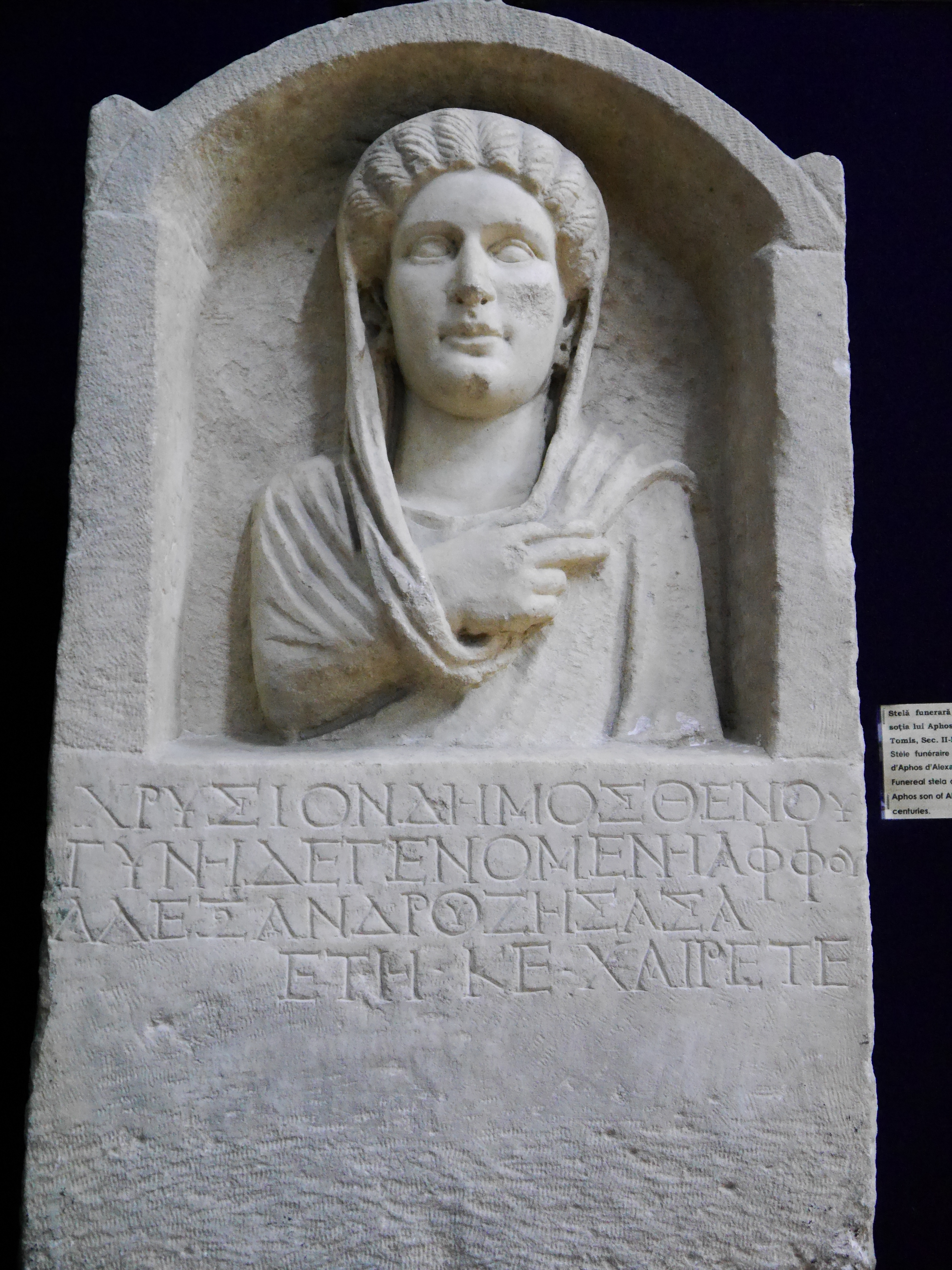
Estela funerària, segle III-IV, marbre
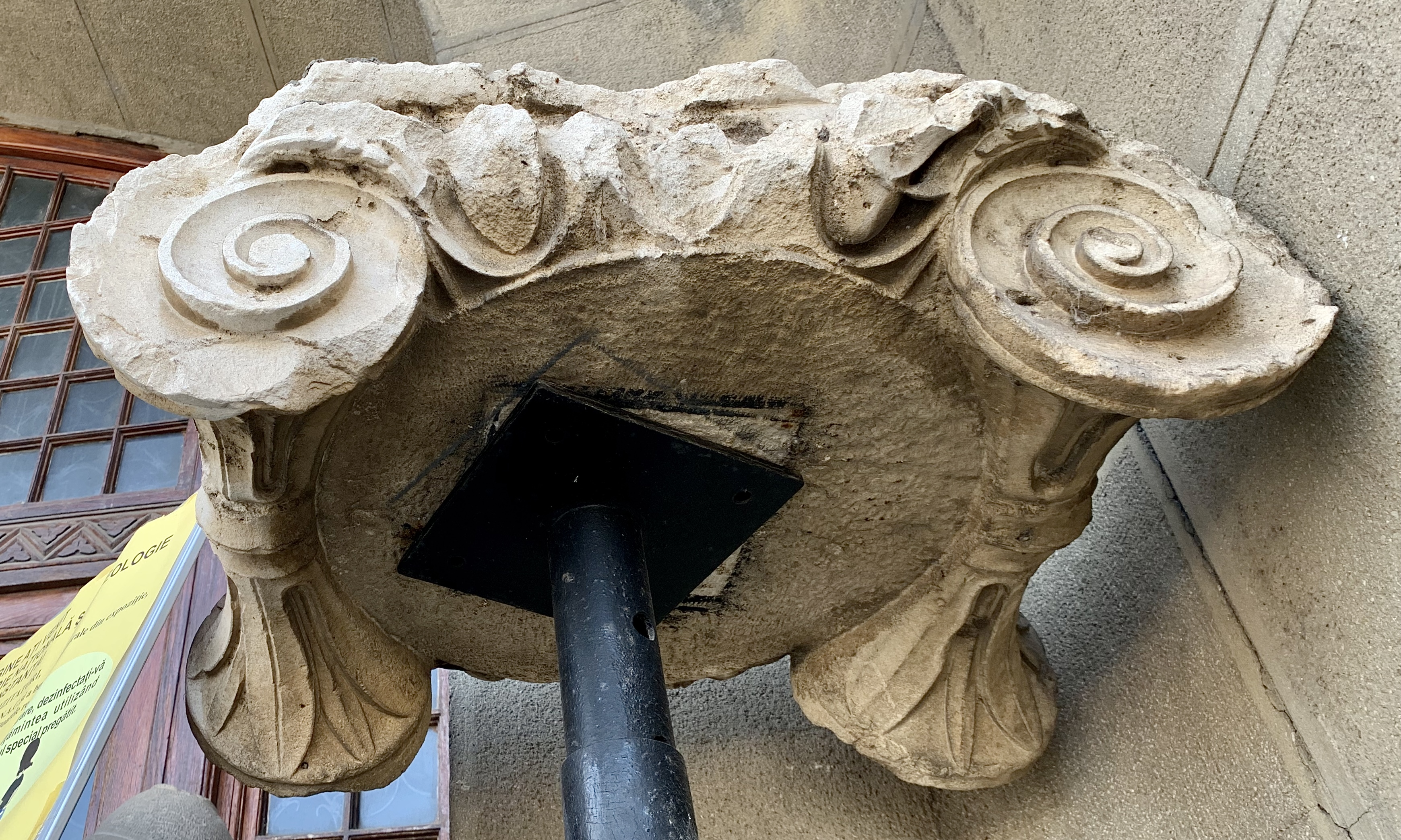
Capitell jònic exposat al costat de l'entrada del museu

## Edifici
L'edifici del museu va ser dissenyat com a ajuntament per l'arquitecte Victor Ștefănescu. El príncep Ferran va posar la pedra angular el maig de 1912. La construcció es va aturar el 1913, es va reiniciar l'estiu de 1914 i es va tornar a aturar durant la Primera Guerra Mundial. L'edifici es va inaugurar el juliol de 1921. A part de la seva funció política i administrativa, allotjava una cerveseria al soterrani, amb capacitat per a 300 clients, a més d'una cafeteria i pastisseria a l'ala de la planta baixa i un restaurant a l'altra ala.
L'estructura és d'estil neoromanès, amb una lògia, columnes i petites finestres. En el moment de la seva construcció, es va criticar pel seu cost excessiu i per bloquejar el vent del mar, creant una illa de calor. L'edifici està catalogat com a monument històric pel Ministeri de Cultura i Afers Religiosos de Romania.